# Zlatá stezka (Prachatice)
Zlatá stezka je název ulice v jižní části Prachatic. Vede v Městskou památkovou rezervací Prachatice od středu města (od Solní ulice směrem na jih až k okraji města u kaple Panny Marie Loretánské a Lázní Svaté Markéty. Tvoří osu tzv. Horního předměstí. Pojmenována je podle historické Zlaté stezky.

## Historie

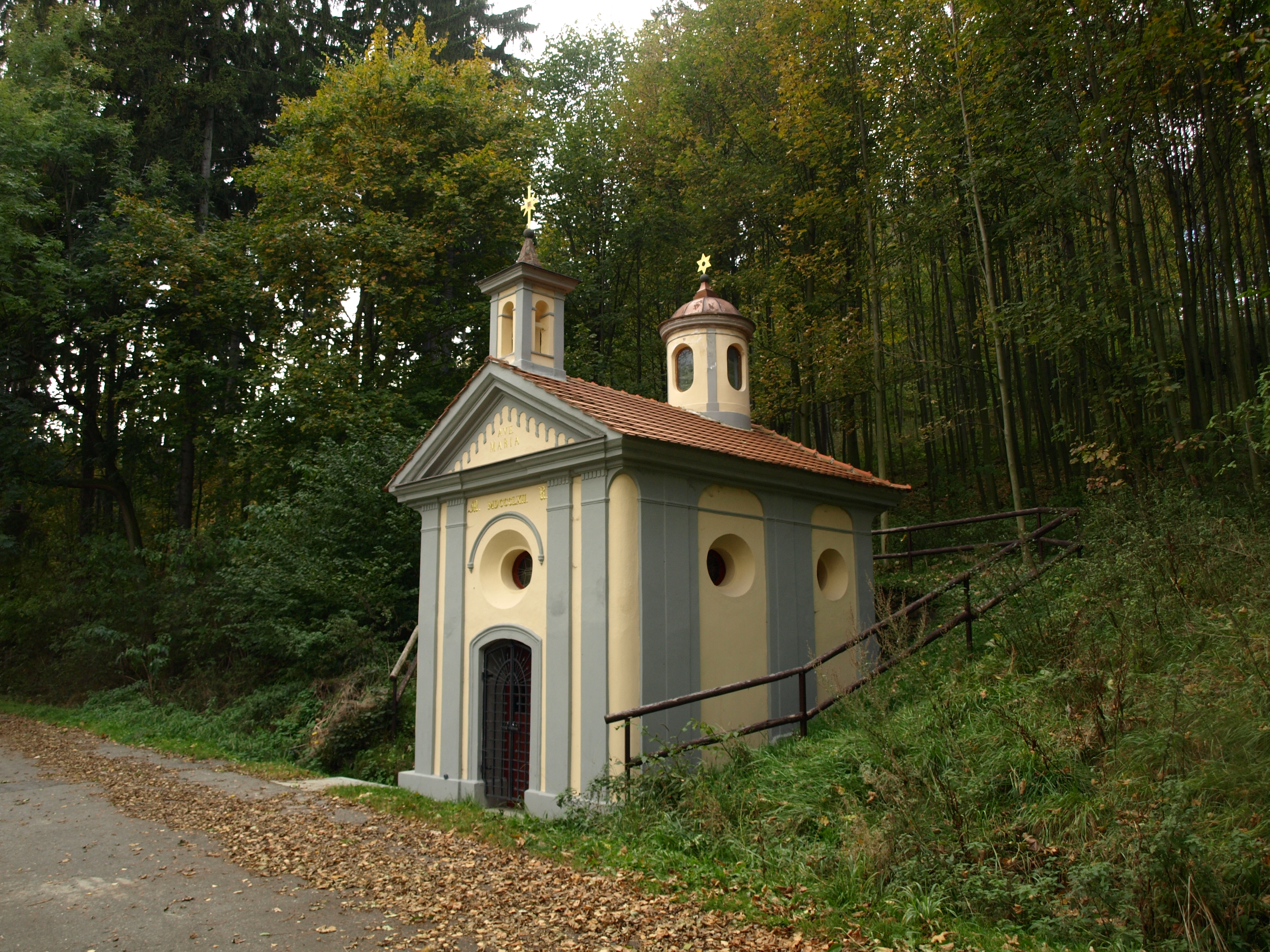
Kaple na jižním okraji ulice.

Ulice se vyvinula z původní silnice, která směřovala z Prachatic směrem k městu Pasov v Německu. Vznikla ještě před existencí jakýchkoliv psaných nebo mapových záznamů; poprvé je na mapě doložena jako ulice v roce 1837, nicméně ještě bez názvu. Její význam vzrostl na přelomu 19. a 20. století, kdy došlo k poměrně rychlému rozvoji města po zavedení železnice. Nová výstavba byla realizována především na předměstích, a tedy i kolem dnešní ulice Zlatá stezka. Jako Pasovská ulice (německy Passaugasse) byla zaznamenána v roce 1896 po dokončení budovy prachatického gymnázia, které na ní bylo postaveno. To označovalo konec města, ale jen krátce, neboť o nedlouho později zde vznikl domov studentů (dnes základní škola). V téže době zde také vznikla řada vil (např. Zwickerova vila).
V roce 1918 byla rozdělena na dvě ulice, a to Gymnazijní/Gymnasiumstrasse (od centra po gymnázium) a Zlatá stezka/Goldener Steig (od gymnázia dále na jih). Oba názvy byly používány stejně i po připojení Prachatic k Německu po Michovské dohodě. Až v roce 1947 byl název změněn pro oba názvy na Na zlaté stezce. Později z ní byla vyčleněna Solní ulice (pro část v historickém jádru města). Název Zlatá stezka, který začal být později prakticky užíván se používá do současné doby.
Původně ulice sloužila pro dopravu z Prachatic směrem k Volarům; v 90. letech 20. století však byla vybudována přeložka (ul. Nebahovská), následně byla původní ulice Zlatá stezka zaslepena a oddělena od nové přeložky svodidlem a zátarasy.